# Bago (cheval)
Pour les articles homonymes, voir Bago.
Bago est un cheval de course français né en France en 2001, appartenant à l'écurie Niarchos. Issu de Nashwan et Moonlight's Box, par Nureyev, il remporte le Prix de l'Arc de Triomphe en 2004.

## Carrière de courses
Sous l'entraînement de Jonathan Pease, Bago remporte ses quatre courses à 2 ans, dont le Prix des Chênes et le Critérium international, où il s'envole. L'année suivante, en 2004, un virus l'oblige à faire l'impasse sur le Prix du Jockey Club (qui s'avérera d'un faible niveau). Il se rattrape dans le Prix Jean Prat, qu'il survole. Toujours invaincu, il enchaîne par une autre victoire brillante sur les 2 000 mètres du Grand Prix de Paris, prouvant qu'il est bien le numéro 1 de sa génération. Toutefois, ses premiers pas à l'étranger se soldent par un demi-échec : Bago termine à la troisième place des International Stakes, derrière son ancien compagnon de couleurs Sulamani. Après cette première défaite, il effectue une rentrée décevante dans le Prix Niel, seulement troisième, en prélude à une tentative dans le Prix de l'Arc de Triomphe, où il s'élance malgré tout parmi les chevaux en vue. On lui oppose le Derby-winner North Light, les 5 ans Warrsan et Mamool, les pouliches Ouija Board et Latice (Prix de Diane) ou encore le Lagardère Cherry Mix et le Wertheimer Prospect Park. Sous la monte de Thierry Gillet, Bago s'imposa à l'issue d'une brillante fin de course, devant Cherry Mix et Ouija Board. En fin d'année, il est élu meilleur 3 ans européen, le titre de cheval de l'année lui échappant au profit de Ouija Board. La FIAH lui décerne le 4e rating mondial (126).
Maintenu à l'entraînement à 4 ans, avec pour objectif un doublé dans l'Arc, Bago rentre victorieusement dans le Prix Ganay, à la lutte avec Pride, finalement rétrogradée. Il s'envole ensuite pour l'Irlande, où il subit la loi de Grey Swallow dans la Tattersalls Gold Cup. Nouvelle défaite ensuite dans le Grand Prix de Saint-Cloud, remporté par l'Anglais Alkaseed, où il termine troisième. Résultat identique dans les King George VI and Queen Elizabeth Diamond Stakes, où s'impose Azamour. Toujours placé, Bago ne gagne plus. Il ne court plus jusqu'à l'Arc, misant sur sa fraîcheur. Cette édition 2005 de l'Arc a pour favori Hurricane Run, qui l'emporte brillamment sous la pluie. Courageux, Bago s'empare de la troisième place derrière le stayer Westerner et devant le champion allemand Shirocco. Un mois plus tard, il se classe quatrième de la Breeders' Cup Turf aux États-Unis, avant de rater ses adieux dans la Japan Cup, où il échoue en raison d'un incident de parcours (un fer tordu à la suite d'une bousculade).

### Résumé de carrière
| Date         | Hippodrome   | Pays        | Course                               | Statut      | Distance    | Jockey      | Place       | Écart       | Vainqueur ou deuxième | Temps       |
| 2003, 2 ans  | 2003, 2 ans  | 2003, 2 ans | 2003, 2 ans                          | 2003, 2 ans | 2003, 2 ans | 2003, 2 ans | 2003, 2 ans | 2003, 2 ans | 2003, 2 ans           | 2003, 2 ans |
| ------------ | ------------ | ----------- | ------------------------------------ | ----------- | ----------- | ----------- | ----------- | ----------- | --------------------- | ----------- |
| 5 août       | Deauville    | France      | Prix de Bourguebus                   | Maiden      | 1 600 m     | T. Gillet   | 1er / 11    | 2           | Marnix                | 1'46"60     |
| 2 septembre  | Longchamp    | France      | Prix des Aigles                      | Course B    | 1 600 m     | T. Gillet   | 1er / 7     | 2           | Joursanvault          | 1'43"10     |
| 20 septembre | Longchamp    | France      | Prix des Chênes                      | Gr. 3       | 1 600 m     | T. Gillet   | 1er / 12    | 1 ½         | Valixir               | 1'39"30     |
| 1er novembre | Saint-Cloud  | France      | Critérium international              | Gr. 1       | 1 600 m     | T. Gillet   | 1er / 7     | 6           | Top Speed             | 1'47"00     |
| 2004, 3 ans  |              |             |                                      |             |             |             |             |             |                       |             |
| 6 juin       | Chantilly    | France      | Prix Jean Prat                       | Gr. 1       | 1 800 m     | T. Gillet   | 1er / 8     | 3           | Cacique               | 1'46"60     |
| 27 juin      | Longchamp    | France      | Grand Prix de Paris                  | Gr. 1       | 2 000 m     | T. Gillet   | 1er / 8     | 1/2         | Cacique               | 2'05"60     |
| 17 août      | York         | Royaume-Uni | International Stakes                 | Gr. 1       | 2 080 m     | T. Gillet   | 3e / 9      | 1 ½         | Sulamani              | 2'11"82     |
| 12 septembre | Longchamp    | France      | Prix Niel                            | Gr. 2       | 2 400 m     | T. Gillet   | 3e / 8      | 1           | Valixir               | 2'29"40     |
| 3 octobre    | Longchamp    | France      | Prix de l'Arc de Triomphe            | Gr. 1       | 2 400 m     | T. Gillet   | 1er / 19    | 1/2         | Cherry Mix            | 2'25"00     |
| 2005, 4 ans  |              |             |                                      |             |             |             |             |             |                       |             |
| 24 avril     | Longchamp    | France      | Prix Ganay                           | Gr. 1       | 2 100 m     | T. Gillet   | 1er / 9     | cte enc.    | Pride                 | 2'17"70     |
| 22 mai       | Curragh      | Irlande     | Tattersalls Gold Cup                 | Gr. 1       | 2 100 m     | T. Gillet   | 2e / 6      | 3/4         | Grey Swallow          | 2'15"10     |
| 26 juin      | Saint-Cloud  | France      | Grand Prix de Saint-Cloud            | Gr. 1       | 2 400 m     | T. Gillet   | 3e / 11     | 4           | Alkaased              | 2'31"30     |
| 23 juillet   | Newbury      | Royaume-Uni | King George VI & Queen Elizabeth St. | Gr. 1       | 2 400 m     | T. Gillet   | 3e / 12     | 1 ¼         | Azamour               | 2'28"26     |
| 2 octobre    | Longchamp    | France      | Prix de l'Arc de Triomphe            | Gr. 1       | 2 400 m     | T. Gillet   | 3e / 15     | 3 ½         | Hurricane Run         | 2'27"40     |
| 24 septembre | Belmont Park | États-Unis  | Breeders' Cup Turf                   | Gr. 1       | 2 400 m     | T. Gillet   | 4e / 13     | 2 ¾         | Shirocco              | 2'29"30     |
| 27 novembre  | Tokyo        | Japon       | Japan Cup                            | Gr. 1       | 2 400 m     | T. Gillet   | 8e / 18     | 4 ¾         | Alkaased              | 2'22"10     |

## Au haras
À l'issue de sa carrière de courses, Bago est envoyé au Japon, à la Shizunai Stallion Station, où il se révèlera, malgré ses origines exceptionnelles, un reproducteur honorable, mais sans faire d'étincelles. Il est néanmoins l'auteur de la championne Chrono Genesis, lauréate de l'Arima Kinen, du Shuka Sho et à deux reprises du Takarazuka Kinen. 

## Origines
Bago est remarquablement né, issu du meilleur de l'élevage Niarchos. Son père est le champion Nashwan. Sa mère, Moonlight's Box (par Nureyev), revendique également : 
- Maxios (Monsun), vainqueur du Prix d'Ispahan, du Prix du Moulin de Longchamp, du Prix d'Harcourt, du Prix Thomas Bryon (Gr.3), de la Coupe de Maisons-Laffitte (Gr.3), 2e du Prix Ganay et du Grand Prix de Chantilly
- Zabriskie (Frankel) : 3e Dante Stakes (Gr.2).
- Beta (Selkirk) : 2e Prix de Cabourg (Gr.3), 3e Prix d'Arenberg (Gr.3)

Moonlight Box est une fille de la championne Coup de Génie (par Mr. Prospector), lauréate des prix Morny et de la Salamandre, 3e des 1000 Guinées, et sœur des champions Machiavellian et Exit To Nowhere via la grande poulinère Coup de Folie.

### Pedigree
| Origines de Bago (FR), mâle né en 2001 | Origines de Bago (FR), mâle né en 2001 | Origines de Bago (FR), mâle né en 2001 | Origines de Bago (FR), mâle né en 2001 |
| -------------------------------------- | -------------------------------------- | -------------------------------------- | -------------------------------------- |
| Père Nashwan                           | Blushing Groom                         | Red God                                | Nasrullah                              |
| Père Nashwan                           | Blushing Groom                         | Red God                                | Spring Run                             |
| Père Nashwan                           | Blushing Groom                         | Runaway Bride                          | Wild Risk                              |
| Père Nashwan                           | Blushing Groom                         | Runaway Bride                          | Aimee                                  |
| Père Nashwan                           | Height of Fashion                      | Bustino                                | Busted                                 |
| Père Nashwan                           | Height of Fashion                      | Bustino                                | Ship Yard                              |
| Père Nashwan                           | Height of Fashion                      | Highclere                              | Queen's Hussar                         |
| Père Nashwan                           | Height of Fashion                      | Highclere                              | Highlight                              |
| Mère Moonlight's Box                   | Nureyev                                | Northern Dancer                        | Nearctic                               |
| Mère Moonlight's Box                   | Nureyev                                | Northern Dancer                        | Natalma                                |
| Mère Moonlight's Box                   | Nureyev                                | Special                                | Forli                                  |
| Mère Moonlight's Box                   | Nureyev                                | Special                                | Thong                                  |
| Mère Moonlight's Box                   | Coup de Génie                          | Mr. Prospector                         | Raise a Native                         |
| Mère Moonlight's Box                   | Coup de Génie                          | Mr. Prospector                         | Gold Digger                            |
| Mère Moonlight's Box                   | Coup de Génie                          | Coup de Folie                          | Halo                                   |
| Mère Moonlight's Box                   | Coup de Génie                          | Coup de Folie                          | Raise The Standard (famille 2-d)       |